# Constitució de Kenya
La Constitució de Kenya és la llei suprema de la República de Kenya. Hi ha hagut tres versions importants de la Constitució, l'última de les quals s'ha reformat el 2010. L'edició de 2010 va substituir la constitució de la independència de 1963. La Constitució es va presentar al fiscal general de Kenya el 7 d'abril de 2010, es publicà oficialment el 6 de maig de 2010 i es va sotmetre a referèndum el 4 d'agost de 2010. La nova Constitució va ser aprovada pel 67% dels votants kenyans. La Constitució va ser promulgada el 27 d'agost de 2010.
Les reformes constitucionals inclouen textos totalment nous des de la independència: el 1969 i el 2010. El 1969, la Constitució de 1963 va ser substituïda per un nou text que consolidava les esmenes ja realitzades al sistema de govern que la constitució de la independència havia previst.
Aquests canvis incloïen: el canvi de l'estructura de l'estat d'un sistema federal (o sistema Majimbo) a un sistema centralista; la creació d'una legislatura unicameral en lloc de bicameral; el canvi d'un sistema parlamentari a un de semipresidencial amb una presidència poderosa; i la reducció de les proteccions de la carta de drets. Posteriorment es van efectuar altres esmenes a la Constitució de 1969, entre aquestes, el 1982, la institució d'un govern unipartidista de iure.
La reivindicació d'una nova constitució que substituís el text de 1969 per un sistema més democràtic començà a principis del decenni de 1990, amb la fi de la Guerra Freda i els canvis democràtics que s'estaven produint en altres llocs d'Àfrica. El sistema de partit únic acabà el 1991 i la primera elecció presidencial va tenir lloc el 1992. Les crides a favor d'una revisió exhaustiva de la Constitució de 1969 es van intensificar a finals de la dècada 90 i principis del 2000, ajudades per la victòria del partit de l'oposició Coalició Nacional Arc de Sant Martí (NARC) en les eleccions generals del 2002. Els processos de consulta oficials i de la societat civil van conduir a l'aprovació del que es va conèixer com l'"esborrany de Bomas" de la Constitució.
No obstant això, es van introduir esmenes substancials en aquest esborrany abans d'un referèndum del 2005, la qual cosa donà lloc a una escissió en la coalició llavors en el poder. La facció del govern del Partit Liberal Democràtic, liderada per Raila Odinga i secundada pel KANU, dirigí amb èxit el vot del "No" a l'esborrany de Bomas esmenat (anomenat esborrany de Wako pel suposat dirigent dels canvis, Amos Wako). La revisió de la Constitució i les negociacions sobre l'adopció d'un nou text semblaven estancades. Només es va poder superar gràcies a la intervenció de la Unió Africana amb un equip de mediació encapçalat per Kofi Annan, després de l'esclat d'una greu violència postelectoral a principis del 2008.

## Procés de redacció de la Constitució de 2010
La Constitució de Kenya fou el document final resultant de la revisió de la proposta de constitució harmonitzada redactada pel Comitè d'Experts, que es donà a conèixer inicialment al públic el 17 de novembre del 2009 perquè aquest pogués debatre el document i després el Parlament pogués decidir si el sotmetia a un referèndum al juny del 2010. El govern disposà de 30 dies per a examinar la proposta i remetre les esmenes als seus respectius parlamentaris, després de la qual cosa es presentà un projecte revisat al Comitè Parlamentari el 8 de gener del 2010. El Comitè Parlamentari Selecte revisà la proposta i la retornà al Comitè d'Experts, que publicà una Proposta de Constitució el 23 de febrer del 2010, que va ser presentada al Parlament per a les esmenes finals si molt convenia.
Després de fracassar la incorporació de més de 150 esmenes a la proposta de constitució, el parlament va aprovar-la per unanimitat l'1 d'abril del 2010. La proposta de Constitució es presentà al Fiscal General de Kenya el 7 d'abril del 2010, publicada oficialment el 6 de maig del 2010 i sotmesa a referèndum el 4 d'agost del 2010. La nova Constitució l'aprovà el 67% dels votants kenyans.

## Estructura de govern
Els canvis clau proposats per la nova Constitució publicada són en aquestes àrees:
- Separació de poders entre els tres braços del govern, és a dir, executiu, legislatiu i judicial.
- Poder executiu, que té l'autoritat executiva i les competències.[6]
- Poder legislatiu, la composició i representació del poble. La creació d'una cambra alta - el Senat.[7]
- Poder judicial, les competències per a ocupar un càrrec i el nomenament.[8]
- Delegació de poders, només dos nivells de govern: nacional i dels comtats.[9]
- Ciutadania: entre altres qüestions, es posà fi a la discriminació de gènere, i els ciutadans que adquireixin la ciutadania estrangera no perdran la ciutadania kenyana.[10]

Assoliments aconseguits
- Capítol Quatre, una avançada declaració de drets que reconeix, entre altres coses, els drets socioeconòmics dels ciutadans kenyans.
- Article 137 b), l'eliminació del límit d'edat de 35 anys per a presentar-se a la presidència. El nou esborrany permet a la gent presentar-se sempre que sigui en edat adulta. Dret de destitució dels legisladors (senadors i membres de l'Assemblea Nacional). (Article 104)
- Capítol 7, article 81 b), la representació en els òrgans electius ha de complir un requisit constitucional d'equitat de gènere, a saber, que no més de dos terços dels membres siguin de l'un o l'altre sexe en la seva composició.
- Capítol Sis, Capítol d'Integritat: requereix una comissió d'ètica independent que supervisi el compliment de la integritat en totes les institucions governamentals i faci recerques, recomanacions a les autoritats necessàries, és a dir, al Fiscal General i a qualsevol altra autoritat pertinent.
- Article 252, una Comissió de Drets Humans i Igualtat avançada, que també tindrà la facultat d'investigar i convocar les persones involucrades en abusos dels drets humans dins del govern i amb el públic.
- Capítol 12, Part 4, repartiment equitatiu dels recursos entre el govern nacional i els governs dels comtats mitjançant una resolució del Parlament.
- Article 204, un Fons d'Equalització per a millorar l'accés a les necessitats bàsiques de les comunitats marginades.
- Article 23 1) 2), qualsevol membre del públic té dret a presentar una demanda contra el govern per violació dels drets humans i de la Carta de Drets.
- Article 2.1 i 10.1, els tribunals i les institucions governamentals estan obligats a respectar la Carta de Drets.
- Article 230 5), la Comissió de Sous i Remuneració és una entitat independent i té la facultat de revisar periòdicament els sous de tot el funcionariat de l'estat per a garantir que la proposta de llei de compensació sigui sostenible des del punt de vista fiscal.
- Article 160, afirma la independència del poder judicial.
- Article 67, es crea una Comissió Nacional Independent de Terres per a mantenir la supervisió i la gestió de totes les terres (públiques) pertanyents al Govern Nacional, i dels comtats, i recomanar polítiques per a atendre les queixes del públic, assessorar el Govern Nacional sobre les maneres de millorar la gestió, la planificació i la solució de controvèrsies en matèria de terres a nivell nacional i dels comtats.
- Capítol 5.2, reconeixement dels drets mediambientals.
- Article 34, llibertat d'establiment dels mitjans de comunicació, subjecte a l'article 33.

### Poder executiu
L'executiu en la majoria dels nivells superiors estarà constituït per un president, un vicepresident i el gabinet.
 Funcions claus del president
- Serà el cap d'estat i cap de govern de la República de Kenya.
  - Comandant en cap: declararà la guerra i l'estat d'emergència amb l'aprovació de l'Assemblea Nacional i el Gabinet, respectivament.
  - Cap de govern: exercirà l'autoritat executiva i coordinarà i supervisarà totes les seccions principals del poder executiu.
- No serà un membre del parlament.
- Nomenarà i designarà amb l'aprovació prèvia de l'Assemblea Nacional i destituirà els secretaris de gabinet.
- Presidirà les reunions del Gabinet.
- Aprovarà projectes de llei o els remetrà al parlament per a revisió.
- Nomenarà, amb l'aprovació del Parlament, al president del Tribunal Suprem.
- Nomenarà, amb l'aprovació del Parlament, d'un fiscal general.
- Nomenarà, amb l'aprovació del Parlament, un director de la Fiscalia.
- Nomenarà els jutges del Tribunal Superior que li recomani una Comissió de Servei Judicial independent.
- Nomenarà ambaixadors i alts comissionats de les ambaixades de Kenya a l'estranger.

### Poder legislatiu
El poder legislatiu és bicameral i estarà constituït per dues cambres:
Cambra alta – el Senat
- Cadascun dels 47 comtats tindrà un senador.
- Els senadors són triats pels votants.
- El nombre total de senadors serà de 60.
- Presideix les audiències d'impugnació presidencial (article 145).

Cambra baixa – Assemblea Nacional
- Cada circumscripció (290, el nombre publicat per la Comissió Independent d'Eleccions i Límits l'octubre del 2012).
- La majoria dels membres de l'Assemblea Nacional seran triats directament pels votants.
- Hi haurà una diputada representant de les dones triada per cada comtat, la qual cosa garanteix un mínim de 47 diputades en l'Assemblea Nacional.
- El nombre total provisional de diputats serà de 347.
- Un diputat, amb el suport d'almenys un terç de tots els membres, pot presentar una moció de destitució del president (art 145).

Assemblees de comtat i l'Executiu
- El país es dividirà en aproximadament 47 comtats (els comtats són comparables als districtes actuals).
- Cada comtat tindrà un Executiu del Comtat encapçalat per un governador de comtat triat directament pel poble i;
- Una assemblea de comtat triada amb representants dels districtes del comtat.

### Poder judicial
Hi haurà tres tribunals superiors:
- Tribunal Suprem: òrgan judicial superior compost pel president del Tribunal Suprem, el president adjunt del Tribunal Suprem i altres cinc jutges. Aquest tribunal s'encarregarà de les apel·lacions dels tribunals d'apel·lació i del Constitucional. També presidirà els procediments de destitució presidencial.
- Tribunal d'Apel·lació: s'encarregarà dels casos d'apel·lació del Tribunal Superior i del que prescriu el Parlament. Estarà compost per almenys 12 jutges i encapçalat per un president nomenat pel president del Tribunal Suprem.

S'ha creat una Comissió del Servei Judicial independent per a ocupar-se del nomenament dels jutges. Ells recomanaran una llista de persones que seran nomenades com a jutges pel president (aquest article s'aplicarà després del període de transició). La comissió estarà composta per aquests elements:
- Un jutge de la Cort Suprema: triat pels membres de la Cort Suprema per a presidir la comissió.
- Jutge del Tribunal d'Apel·lació: triat pels membres del Tribunal d'Apel·lació per a presidir la comissió.
- El fiscal general.
- Dos advocats, una dona i un home, cadascun dels quals té almenys quinze anys d'experiència, designats per l'òrgan estatutari responsable de la regulació professional dels advocats.
- Una persona nomenada per la Comissió de Servei Públic.

Fiscal General
- Serà nomenat pel president, amb l'aprovació de l'Assemblea Nacional.
- Ocuparà el càrrec per un sol període de no més de 6 anys.

## Delegació de poders
La transferència de poders als governs dels comtats només serà autònoma en l'execució de les diferents funcions que s'enumeren en la Quarta Llista (part 2). Això contrasta amb el Sistema Federal en el qual la sobirania està constitucionalment dividida entre el govern federal i els estats. El sistema de devolució de Kenya continua mantenint un concepte polític unitari com a resultat de la distribució de funcions entre els dos nivells de govern conformement a la Quarta Llista i també com a resultat de l'article 192, que atorga al president la facultat de suspendre el govern d'un comtat en determinades condicions.
El conflicte de lleis entre els dos nivells de govern s'aborda en l'Article 191, en el qual la legislació nacional prevaldrà en alguns casos sobre la legislació dels comtats. La relació entre el Govern Nacional i els Comtats pot considerar-se com la d'un principal i un agent d'autonomia limitada, en contraposició a la relació d'agent i agent en el sistema federal.
S'han introduït més controls i equilibris com a requisits per a la rendició de comptes de tots dos nivells de govern. El Parlament (Senat i Assemblea Nacional) té molta discreció sobre les assignacions pressupostàries als governs dels comtats. Cada cinc anys el Senat rep recomanacions de la Comissió d'Assignació d'Ingressos (Article 217) i s'aprova una resolució sobre els criteris d'assignació d'ingressos.
El Govern Nacional té prohibit constitucionalment entremetre's deliberadament en el paper i la funció del govern del comtat segons el Quart Programa. Les excepcions poden requerir l'aprovació parlamentària (Articles 191 i 192). El Govern Nacional té un paper a exercir en el nivell de comtat en exercir totes les altres funcions que no estan pas assignades al Govern de Comtat segons la llista de la Quarta Llista (Part 1).

## Ciutadania
La nova Constitució introdueix importants reformes en el marc anterior de la ciutadania, en particular posant fi a la discriminació de gènere en relació amb el dret de la dona a transmetre la ciutadania als seus fills o al seu cònjuge; posant fi a la prohibició de la doble ciutadania; i restringint els motius pels quals es pot retirar la ciutadania. No obstant això, el text ha estat criticat per no oferir suficient protecció contra la apatridia als nens o els adults.
- Una persona és ciutadana per naixement si el dia del seu naixement, hagi nascut o no a Kenya, la mare o el pare de la persona n'és ciutadà (art 14.1).
- Una persona que hagi estat casada amb un ciutadà per un període d'almenys set anys té dret, prèvia sol·licitud, a ser inscrita com a ciutadana (art 15.1).
- Una persona que hagi residit legalment a Kenya durant un període ininterromput d'almenys set anys i que compleixi les condicions prescrites per una llei del Parlament, podrà sol·licitar ser inscrita com a ciutadana (art 15.2).
- Una persona que és ciutadana no perd la ciutadania pel fet d'adquirir la ciutadania d'un altre país (art 16) i les persones que són ciutadanes d'altres països poden adquirir la ciutadania kenyana (art 15.4).
- Una persona que, com a resultat de l'adquisició de la ciutadania d'un altre país, hagi deixat de ser ciutadana de Kenya té dret, prèvia sol·licitud, a recuperar la ciutadania kenyana (art 14.5).

## Desacords sobre la reforma
Després que l'esborrany de la Constitució es publiqués, el tipus de govern que s'implementaria amb la Constitució fou debatut entre les diverses coalicions de govern. Els dos principals partits polítics, el Partit de la Unitat Nacional i el Moviment Democràtic Taronja, estaven en desacord en molts punts. La major discrepància d'opinió era sobre la naturalesa del poder executiu del govern.
L'interès econòmic representat per l'Aliança del Sector Privat de Kenya (KEPSA) s'oposà obertament al nou estil de govern. Finalment, la polèmica qüestió del càrrec de primer ministre fou eliminada. Les qüestions polèmiques restants es refereixen principalment a l'avortament, els tribunals kadhi i la reforma agrària.
Els principals líders cristians de Kenya s'oposen a la Constitució:
1. El projecte de Constitució de Kenya, en el paràgraf 4 de l'article 26, reitera i reafirma l'actual codi penal de Kenya quan diu: No es permet l'avortament tret que, en opinió d'un professional de la salut capacitat, existeixi la necessitat d'un tractament d'emergència, o que la vida o la salut de la mare estigui en perill, o si ho permet qualsevol altra llei escrita. No obstant això, l'Església insisteix que la feble redacció de la clàusula, especialment les dues últimes parts, podria permetre que la mateixa clàusula s'utilitzés per a promulgar lleis o justificar l'obtenció d'un avortament a petició.[14]

1. El projecte de Constitució de Kenya, en l'article 24.4, eximeix un sector de la societat que professa l'islam com la seva religió de les àmplies seccions de la Carta de Drets que es refereixen a l'estatut personal, el matrimoni, el divorci i l'herència.
2. El projecte de Constitució de Kenya, en l'article 170, preveu l'establiment de tribunals kadhi.
3. El projecte de Constitució de Kenya, en el paràgraf 2 a) de l'article 170, discrimina tots els altres sectors de la societat en limitar les oportunitats d'ús dels kadhi únicament a les persones que professen la religió musulmana. Els dirigents eclesiàstics també insisteixen que, perquè quedi clara la separació de la religió i la doctrina de l'estat i la igualtat de la religió, els tribunals kadhi no han de figurar en la Constitució.

Des de llavors, en una sentència històrica d'un cas presentat fa sis anys, un tribunal de tres jutges del Tribunal Superior declarà il·legal la inclusió del tribunal kadhi i contrària als principis de no-discriminació, separació de la religió i l'estat i constitucionalisme. Una secció de la direcció musulmana ha promès prendre represàlies contra la decisió judicial sol·licitant la seva pròpia declaració judicial que l'ensenyament de l'educació religiosa cristiana en el programa d'estudis de les escoles públiques és il·legal. El pla d'estudis inclou un programa d'educació religiosa tant per al cristianisme com per a l'islam.

## Reaccions internacionals
En general, el món sencer elogià l'enfocament que els kenyans van fer de la reforma constitucional, veient-la com una forma viable de mantenir la corrupció sota control. La secretària d'Estat dels Estats Units, Hillary Clinton, va dir: "Em complau que hagin fet aquest pas, que representa una gran fita". Altres diplomàtics dels Estats Units també van comentar la unitat i la intenció significativa que els kenyans presentaven en abordar la reforma.
Les organitzacions sense afany de lucre preocupades per la societat civil i altres reformes també van elogiar l'enfocament. Per exemple, el director per a Àfrica de la Fundació Internacional per als Sistemes Electorals va dir que "el fet que estiguin portant a les parts interessades perquè prestin la seva veu i facin recomanacions enfortirà la societat civil perquè vigilaran de prop el procés i, si s'aprova, s'asseguraran que es respecti i s'apliqui degudament".
El ministre d'Afers Exteriors del Canadà va declarar:
| «                                                                 | En nom del Govern del Canadà, desitjo felicitar Kenya per l'aprovació de la seva nova Constitució. Es tracta d'un assoliment significatiu i un moment important en la seva història. Acollim amb beneplàcit el lideratge demostrat pel president Mwai Kibaki i el primer ministre Raila Amolo Odinga en el si del Govern de la Gran Coalició en reunir els kenyans per a abordar el futur i avançar mitjançant el diàleg, així com en aplicar les reformes establertes en la violència electoral de Kenya del 2007-2008, i hem de reafirmar la seva plena cooperació i compromís amb la Cort Penal Internacional. | » |
| — Lawrence Cannon, Foreign Affairs and International Trade Canada | |   |

Els investigadors de l'Institut de Desenvolupament d'Ultramar, amb seu al Regne Unit, han elogiat la Constitució del 2010 com un pas endavant positiu per a assegurar una major equitat per a les dones i els nens de Kenya, destacant "un nou enfocament per a la justícia social" i "reformes institucionals per a enfortir la rendició de comptes". No obstant això, subratllen que una constitució per si sola no generarà els canvis desitjats, sinó el que importa és com es tradueixen els compromisos constitucionals en polítiques i pràctiques.